# برژانی (بلاتسه)
برژانی (به صربی: Brežani) یک روستا در صربستان است که در بلاتسه واقع شده‌است. برژانی ۶۱ نفر جمعیت دارد.